# Paradoja del observador
En las ciencias sociales —así como en física y física experimental—, la paradoja del observador hace referencia a una situación en que el fenómeno observado se ve influido por la presencia del propio observador o investigador.

## En lingüística
En el ámbito de la sociolingüística, el término paradoja del observador fue acuñado por William Labov, quien establecía lo siguiente acerca del concepto:
[...] el propósito de la investigación lingüística en una comunidad debe ser descubrir cómo habla la gente cuando no está siendo observada sistemáticamente; no obstante, solo podemos obtener dicha información mediante observación sistemática.
El término apunta al desafío al que los sociolingüistas se enfrentan durante el trabajo de campo, donde el proceso de recopilación de datos se ve deteriorado por la misma presencia del investigador. Mientras un investigador de campo trata de observar el uso de la lengua vernácula del hablante en una entrevista, el hablante, consciente de que su lenguaje será analizado posteriormente por expertos, se verá inclinado a adoptar un registro formal. Esto produce información no representativa de la dicción usual del hablante, y la paradoja radica en el hecho de que si el investigador no estuviera presente, el entrevistado sí utilizaría su registro habitual de manera espontánea.

## Salvando la paradoja
Labov creía que el habla del sujeto, en cuanto a estilo y registro, venía determinada por el grado de atención que este prestaba a su manera de hablar. Según la teoría sociolingüística de J. K. Chambers, la «estrategia más exitosa para lograr que los sujetos olviden la artificiosidad de la situación se basa en sacar a colación juegos infantiles o situaciones de vida o muerte. Lo más fiable para obtener un lenguaje realmente casual son las interrupciones fortuitas de familiares y amigos mientras la grabadora sigue encendida». De acuerdo con lo que decía Labov, cuando los sujetos cuentan historias personales emotivas, son más susceptibles de verse sobrecogidos por el recuerdo de un incidente importante en sus vidas, y —por lo tanto— prestan menos atención a su manera de hablar, cediendo a un registro casual.
En el estudio de Labov, The Social Stratification of (r) in New York City Department Stores, el lingüista trata de «ver cómo la gente usa el lenguaje en un contexto en que no existe una observación explícita» (p. 43). Labov logra su propósito haciéndoles una pregunta a varios trabajadores de diferentes grandes almacenes que evoque siempre la misma respuesta: «fourth floor». Acto seguido, formula otra pregunta para clarificar su respuesta, en aras de obtener un registro formal. Según Labov, este modelo de entrevista espontáneo y anónimo probablemente asegure que los sujetos se resistan a controlar conscientemente su dicción.